# Car and Driver (videojuego)
Car and Driver es un videojuego de carreras de 1992 desarrollado por Lerner Research y publicado por Electronic Arts para MS-DOS.

## Jugabilidad
La pantalla de título y los menús del juego están diseñados para imitar la apariencia de las páginas de un número de la revista Car and Driver. Al seleccionar un automóvil, se dirige al jugador a una revisión completa o una retrospectiva del vehículo realizada por un editor de Car and Driver junto con estadísticas técnicas detalladas. El juego presenta 10 autos controlables: El Porsche 959, Toyota MR2, Ferrari F40, Lotus Esprit, Ferrari 250 Testarossa, Shelby Cobra, Lamborghini Countach, Eagle Talon, Corvette ZR-1 y Mercedes-Benz C11. El juego muestra 10 "pistas", aunque se incluyen como áreas jugables pequeñas secciones de carreteras famosas como la California Route 1 e incluso un estacionamiento. De particular interés es el extraño Dobbs Raceway, que toma su nombre de la Church of the Subgenius parodia del mascarón de proa de la religión J.R. "Bob" Dobbs y parece haber sido una broma interna de los desarrolladores. El costado de la pista está adornado con imágenes gigantes de Dobbs, propaganda de Subgenius y aviones que vuelan a baja altura.

## Recepción
Computer Gaming World elogió el realismo y los controles del juego, afirmando que "ofrece autos más interesantes que cualquier software de conducción de la competencia".